# Робер Антуан Пеншон

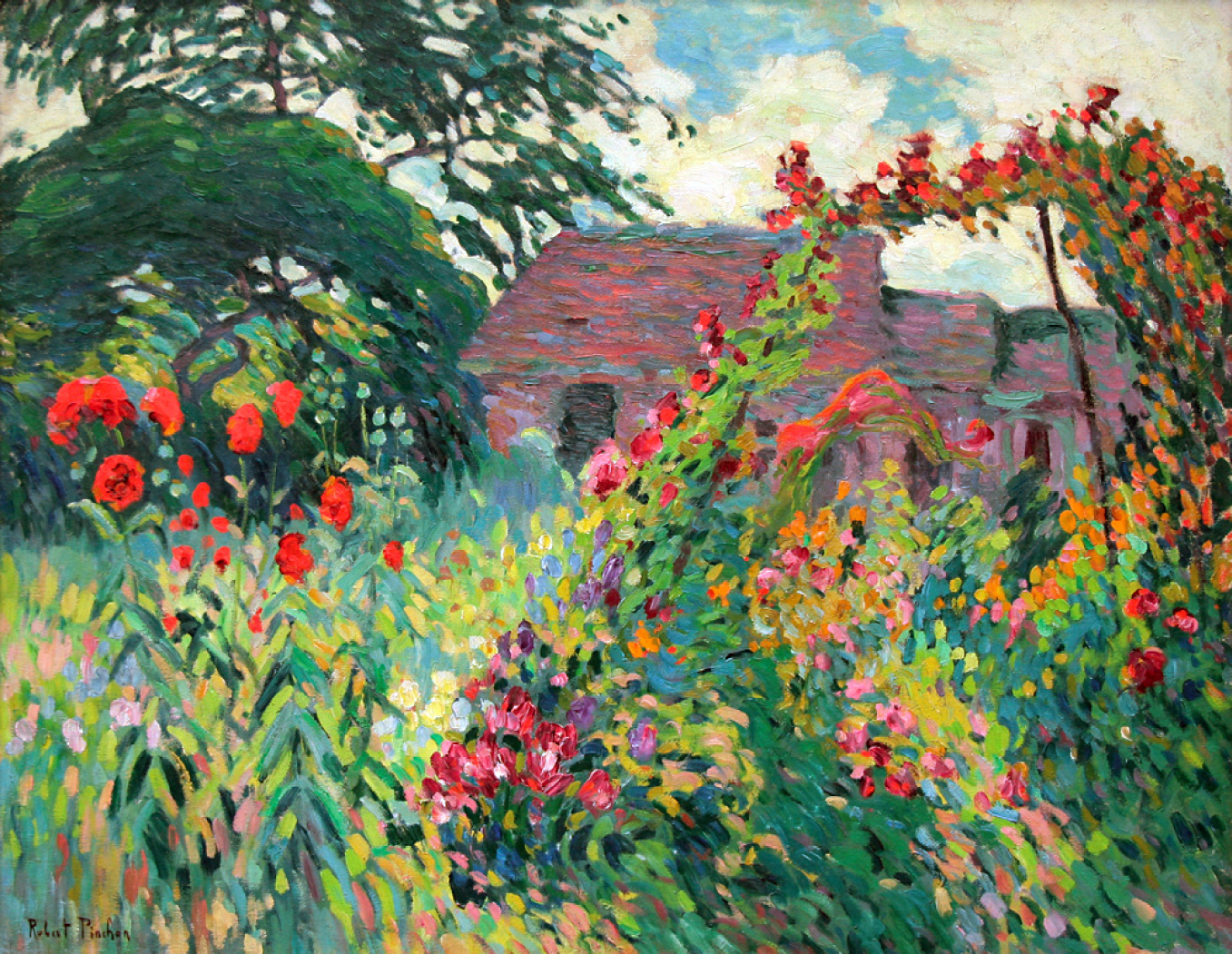
Сад маків

Роберт Антуан Пеншон (фр. Robert Antoine Pinchon; 1 липня 1886, Руан — 9 січня 1943, Буа-Гійомі) — художник-постімпресіоніст другого покоління Руанської школи.

## Біографія
Батько Робера Антуана був бібліотекарем і письменником. Він зокрема дружив із Гі де Мопассаном. З дитинства Робер Антуан ріс у контакті з високою культурою. Він дуже рано одержав олійні фарби й почав малювати як самоук у віці дванадцяти років. У віці 14 років він виставив свою картину у вітрині фотомагазину неподалік від готелю «Дофен е д'Еспаньї», де виставляли свої роботи відомі художники. Мистецтвознавець Жорж Дюбоск написав статтю про живопис Пеншона в «Журналі Руана» за 16 березня 1900 року. 1903 року любитель мистецтва Франсуа Депо надав можливість молодому художнику поспілкуватися з Альбером Лебуром, Камілем Піссарро та Клодом Моне.
Роберт Антуан Пеншон відвідував ліцей Корнеля в Руані. Ще двоє учнів з його класу також стали відомими художниками та близькими друзями: Марсель Дюшан та П'єр Дюмон. Малювання у ліцеї викладав Філіп Закарі, який згодом був призначений професором Академії живопису й малюнка. Пізніше академія була перейменована в Руанську регіональну школу образотворчого мистецтва.
Окрім академічної підготовки з витончених мистецтв, Пеншон відвідував Вільну академію, що завдяки Жозефу Делатру (1858—1912) з 1895 до 1896 року стала місцем зустрічей незалежних художників нового покоління, які заснували так звану Руанську школу живопису. 1905 року Пеншон провів першу персональну виставку в галереї Легріп, де представив публіці 24 свої картини.
1907 року Пеншон разом з П'єром Дюмоном заснував «Групу тридцяти» («Groupe des Trente»), до якої входили незалежні художники та письменники, такі як Андре Дерен, Рауль Дюфі, Анрі Матісс та Моріс де Вламінк.
Пеншон був мобілізований під час Першої світової війни, зазнав поранення в битві на Марні й потрапив у полон під час битви при Вердені. Йому вдалося втекти з табору полонених поблизу Лейпцига. У грудні 1918 року, пробираючись через Швейцарію та Італію, Пеншон добувся до свого рідного міста Руана.
24 січня 1921 року він одружився з Еліз Луїзою Жозефіною Банс. 1931 року Пеншон став членом Товариства французьких художників (SAF). 1 липня 1932 року він був обраний членом Академії наук, красного письменства і мистецтв Руана.